# 僕らのゴォール!/またね…のキセツ
「僕らのゴォール!/またね…のキセツ」（ぼくらのゴォール!/またね…のキセツ）は、2011年2月23日にFRAMEから発売されたT-Pistonz+KMCの7枚目のシングル。

## 概要
「またね…のキセツ」はイナズマオールスターズへ提供したアニメ『イナズマイレブン』EDテーマのセルフカバーバージョン。
品番は初回限定盤AがPKCF-1037〜8、初回限定盤BがPKCF-1039〜40、通常盤がPKCF-1041。
なお、通常盤の初回生産分にはイナズマイレブン (アニメ)プレミアムカード（立向居勇気）が封入されている。

## 収録曲
全曲 作詞・作曲：山崎徹&KMC、編曲：菊谷知樹
1. 僕らのゴォール!
  - ブラスアレンジ：竹上良成
  - テレビ東京系列アニメ『イナズマイレブン』OPテーマ（第108話 - 第127話）
2. またね…のキセツ
3. 僕らのゴォール!(オリジナル・カラオケ)
4. またね…のキセツ(オリジナル・カラオケ)

## DVD（初回限定盤）

### 初回限定盤A
1. 僕らのゴォール!（T-Pistonz+KMC ダンスショットVer.）
2. 僕らのゴォール!（アニメオープニングVer.）

### 初回限定盤B
1. アニメOP映像
2. 僕らのゴォール!（イナズマイレブンキャラクターダンスバージョン）

## 発売記念イベント
シングル発売を記念し、各地で発売記念イベントが行われた。
| 公演日        | 都道府県      | 会場                                | 形態               | 備考  |
| ------------- | ------------- | ----------------------------------- | ------------------ | ----- |
| 2011年2月26日 | 埼玉県 東京都 | ららぽーと新三郷 東武百貨店池袋本店 | ミニライブ・握手会 | [ 1 ] |
| 2月27日       | 愛知県 三重県 | アスナル金山 マイカル桑名           | ミニライブ・握手会 | [ 1 ] |